# Cò

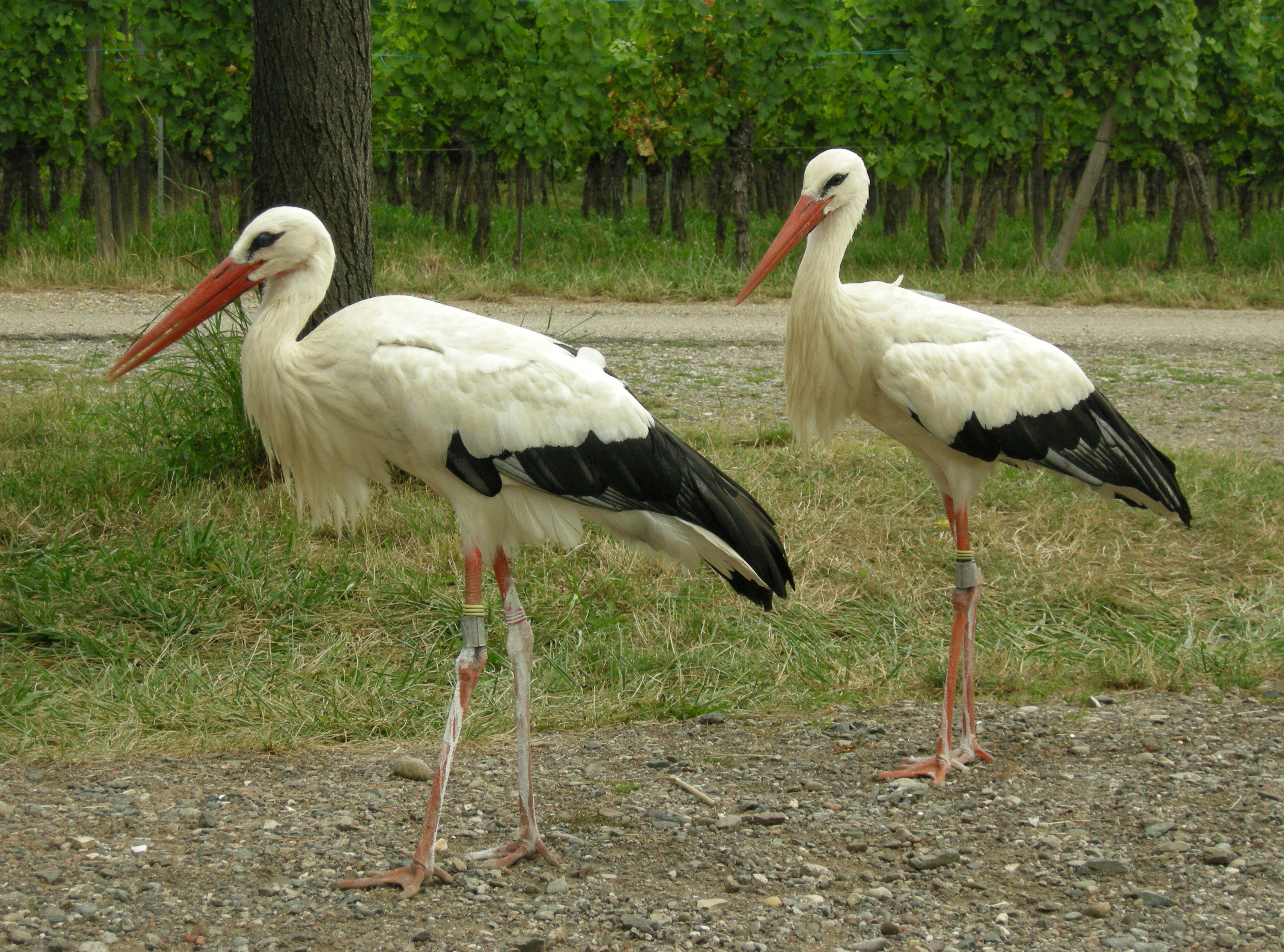
Hạc trắng tại Alsace, Pháp

Cò là tên gọi chung cho một số loài chim thuộc họ Hạc sinh sống tại nhiều khu vực trên thế giới, trong đó có vùng Đồng bằng Bắc Bộ và Tây Nam Bộ của Việt Nam. Các loài cò thường có xu hướng sống trong môi trường khô ráo hơn. Nó có liên quan chặt chẽ đến các loài diệc, cò thìa và nhiều loài chim nhiệt đới. Cò không có ống tiêu và không có khả năng phát ra âm thanh. Nhiều loài cò có lối sống khá tự do, chúng đang thường xuyên di cư từ những vùng đô thị đến vùng nông thôn, đồng quê. Cò ăn ếch, cá, côn trùng, giun đất nhỏ, một số loài chim nhỏ và động vật có vú.
Có nhiều từ ngữ khác nhau được sử dụng để chỉ các nhóm của cò, từ thường sử dụng đàn cò.

## Sinh sống

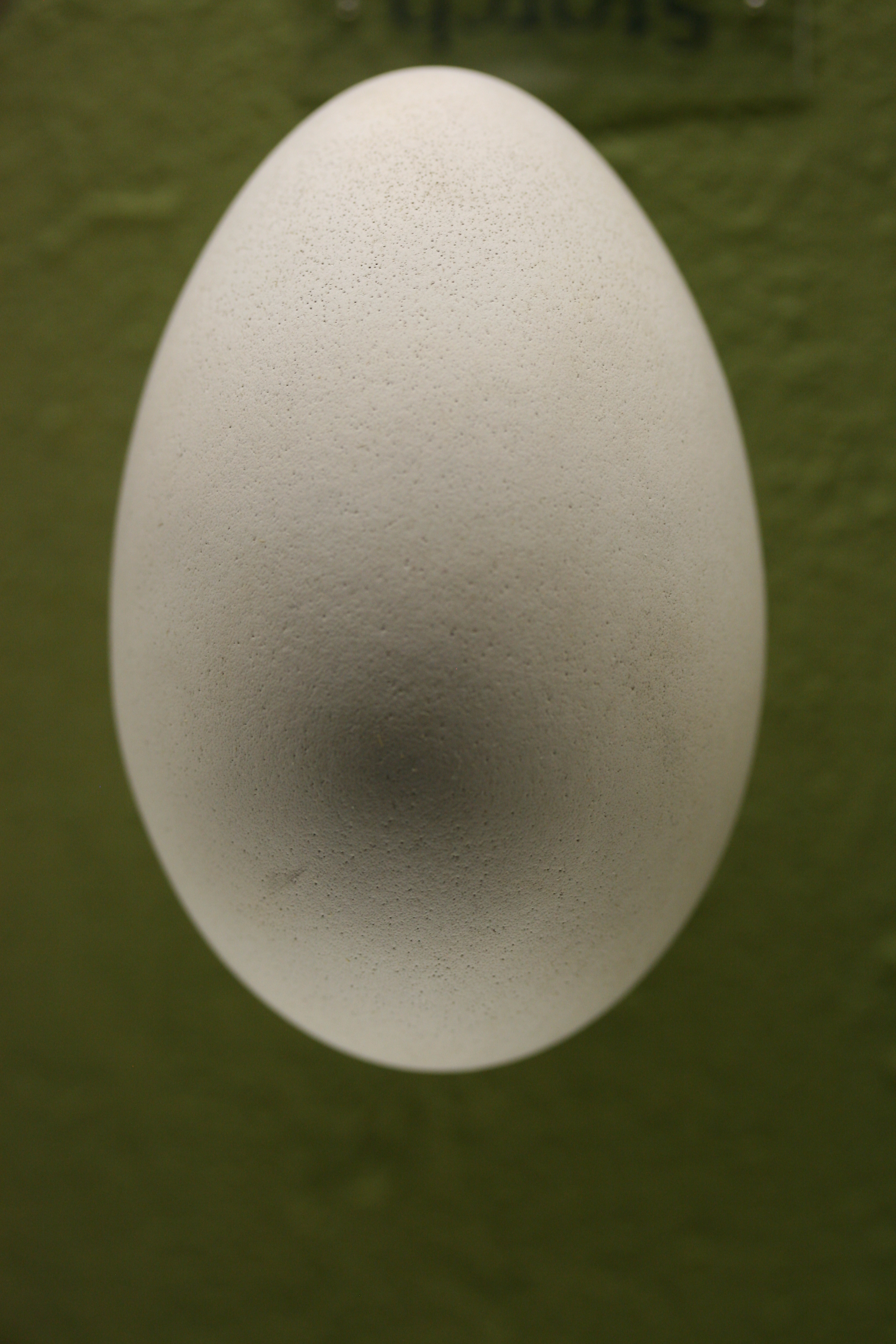
Trứng của một con Cò

Đa số cò sống trong các khu vực trung tâm nhiệt đới, châu Á và châu Phi, nam Sahara, với tám và sáu giống loài tương ứng. Chỉ ba loài có mặt ở châu Mĩ: hạc gỗ, cò maguari và jabiru, đó là loài chim biết bay lớn nhất của châu Mỹ Hai loài cò trắng và đen, đến châu Âu và khu vực ôn đới ở Tây Á, trong khi một loài cò phương Đông, đến khu vực ôn đới phía Đông và một loài cò cổ đen, được tìm thấy ở Úc.

## Trong văn hóa
Trong ca dao Việt Nam, con cò khẳng khiu, cực nhọc đi kiếm ăn gắn liền với người phụ nữ  hoặc người lao động thời phong kiến (những số phận vất vả).
Con cò mà đi ăn đêm,
Đậu phải cành mềm lộn cổ xuống ao.
Ông ơi, ông vớt tôi nao,
Tôi có lòng nào ông hãy xáo măng.
Có xáo thì xáo nước trong,
Đừng xáo nước đục đau lòng cò con.
Hoặc câu:
Con cò lặn lội bờ sông
Cổ dài, mỏ cứng, cánh cong, lưng gù
Bãi xa, sông rộng, sóng to
Vì lo cái bụng đi mò cái ăn.
Hay câu:
Con cò lặn lội bờ ao
Ăn sung thì chát, ăn đào thì chua.